# Beslan
Beslán (in russo Бесла́н?; in osseto Беслæн?, Beslæn) è una città della Ossezia Settentrionale-Alania, Russia, capoluogo del Pravoberežnyj rajon.

## Geografia fisica
Beslan è la terza città per dimensione della repubblica dopo Vladikavkaz e Mozdok. La sua popolazione al censimento russo del 2002 ammontava a 35 550 abitanti, aumentati dai 32 469 del censimento del 1989. La città sorge a quindici chilometri a nord di Vladikavkaz e circa 30 ad ovest di Nazran', in Inguscezia.

## Storia
La città fu fondata nel 1847 da immigrati/coloni e fu chiamata Beslanykau ("La colonia di Beslan") dal nome di un signore locale: Beslan Tulatov. Nel 1941 fu rinominata Iriston e nel 1950 riprese il nome originario di Beslan senza il patronimico.

### Strage di Beslan
Il 1º settembre 2004 la Scuola Numero Uno (SNO) di Beslan fu occupata da 32 terroristi ceceni, che presero in ostaggio circa 1 200 persone. L'occupazione finì il 3 settembre con un blitz delle forze speciali in cui morirono 386 persone, tra cui almeno 186 bambini.
Successivamente agli eventi la scuola è stata trasformata in museo.

## Infrastrutture e trasporti
Beslan è un importante nodo ferroviario sulla linea fra Rostov e Baku, da cui si dirama la linea per Vladikavkaz. È una città agricola e industriale che assunse un ruolo importante negli anni '40.